# Schicksalstafeln
Die Schicksalstafeln (akkadisch: ṭuppi šimāti; sumerisch 𒁾𒉆𒋻𒊏 dub namtarra) sind in der mesopotamischen Mythologie das Symbol der Herrschaft über das Universum. Sie wurden von Mami für Enlil bestimmt (Anzu-Mythos), beziehungsweise von Tiamat für ihren Sohn Kingu.
In späteren Zeiten waren auch der babylonische Marduk und der assyrische Aššur Herren der Schicksalstafeln. Diese als Tontafel mit Keilschrift und eingeprägten Zylindersiegeln vorgestellt, waren als ein dauerhaftes Rechtsdokument verstanden, dass dem Gott Enlil seine höchste Autorität als Herrscher des Universums verlieh.

## Bedeutung und Ursprünge
Nach Vorstellung der sumerischen Religion sind die Schicksale der Menschen wie auch der ganzen Welt vorausbestimmt, können aber neu entschieden werden; verzeichnet sind sie auf Tafeln. Enlil trägt die Schicksalstafeln auf seiner Brust und legt sie nur zum morgendlichen Bade ab. Die Schicksalstafeln verleihen ihrem Besitzer Macht über alle Götter und unter anderem die Fähigkeit, Dinge in ihren Urzustand zurückzuverwandeln. Im Kampf gegen Ninurta kann so der Anzu-Vogel Ninurtas Pfeile unschädlich machen: Der Schaft wird wieder zu Röhricht im Dickicht, der Bogenstab zu einem Baum in einem Wäldchen, die Befiederung kehrt zu den Vögeln zurück und die Bogensehne in die Därme eines Hammels.
Sind die Schicksalstafeln nicht im Besitz Enlils, ist die göttliche Weltordnung gestört: Die Rituale finden nicht mehr ordnungsgemäß statt, die Strahlenhelle erlischt und Enlil verstummt.
Die Schicksalstafeln sind mit dem Siegel des Schicksals (na4kišib nam  meš) gesiegelt.
Eine assyrische Tontafel aus der Zeit Sanheribs, in einer neobabylonischen Kopie, vermutlich aus Niniveh überliefert, beschreibt sie als „die Bande der absoluten Macht, die Vorherrschaft über Himmel und Unterwelt, die Verbindung zwischen dem Himmelszelt des Anu und Ganṣir (dem ersten Tor der Unterwelt), die Fessel der Mengen.“ Die Tafel beschreibt weiter, dass Aššur, der König der Götter, sie mit seiner Hand vor seiner Brust hält, dass er die Leine der Großen Himmel, die Bande der Igigi und Anunnaki in seiner Hand hält.

## Mythen
- Der Anzu-Mythos beschreibt, wie der Anzu-Vogel die Schicksalstafeln von Enlil aus Nippur stiehlt. Er wird aber im Auftrag von Mami von dem Gott Ninurta besiegt, der die Schicksalstafeln an Enlil zurückgibt.
- Das Enūma eliš beschreibt Kingu, den Sohn von Tiamat und Abzu und späteren Gatten Tiamats als den ersten Träger der Schicksalstafeln. Marduk übergibt sie nach seinem Sieg über Kingu an Anu.
- Nach dem Mythos Ninurta und Enki ließ Anzu die Schicksalstafeln in den Ozean fallen, wo sie sich Enki aneignete. Ninurta versucht erfolglos, sie zurückzuholen und muss schließlich Enki als deren rechtmäßigen Besitzer anerkennen.[5]